# بریستول ۴۱۱
بریستول ۴۱۱ (Bristol ۴۱۱) خودرویی است که در سال‌های ۱۹۶۹–۱۹۷۶>۲۸۷ producedتولید شده‌است. طراحی آن خودروهای موتور جلو-محور عقب بوده طول آن در حالت طبیعی ۴٬۹۰۲ میلیمتر (۱۹۳٫۰ اینچ)، عرض آن در حالت طبیعی ۱٬۷۲۷ میلیمتر (۶۸٫۰ اینچ) و ارتفاع آن در حالت طبیعی ۱٬۴۶۰ میلیمتر (۵۷٫۵ اینچ) و وزن آن در حالت طبیعی ۱٬۶۷۶ کیلوگرم (۳٬۶۹۵ پوند) است. سیستم جعبه‌دندهٔ آن ۳ دنده به صورت خودکار است.